# Амат Ескаланте
Амат Ескаланте (ісп. Amat Escalante; нар. 28 лютого 1979) — мексиканський кінорежисер, продюсер і сценарист. Найбільшу відомість здобув за режисуру суперечливого мексиканського кримінального трилера Елі (Heli) за що йому було присуджено приз за найкращу режисуру на Каннському кінофестивалі 2013 року, а також за режисуру мексиканської драми 2016 року «Дика місцевість», за яку він отримав «Срібного лева» за найкращу режисуру у Венеційському міжнародному кінофестивалі 2016 року.

## Біографія
Ескаланте народився в Барселоні, Іспанія, тоді як його батьки — батько мексиканець та мати американка — проживали в Норвегії . Більшу частину своїх ранніх років він провів у Гуанахуато, Мексика але переїхав до Іспанії в 2001 році, щоб вивчити редагування та озвучення кінофільмів в Центрі кінематографічних досліджень Каталонії (Center d'Estudis Cinematogràfics de Catalunya, CECC) та подати заяву на отримання іспанського громадянства; яку він не зміг забезпечити.
Після свого перебування в Барселоні він приєднався до Міжнародної школи кіно і телебачення (EICTV) у Гавані на Кубі, заснованої володарем нобелівської премії Габрієлем Гарсією Маркесом, Фернандо Біррі та Хуліо Гарсією Еспіносою "для підтримки розвитку національної аудіовізуальної галузі ". Повернувшись до Мексики, він зняв короткометражний фільм (Amarrados, 2002), який отримав нагороду на Берлінському міжнародному кінофестивалі 2003 року .
Він працював асистентом Карлоса Рейгадаса на зйомках фільму Битва на небесах (2005), який увійшов до Каннського кінофестивалю 2005 року . Під час зйомок фільму обидва стали близькими друзями, і Рейгадас закінчив у співавторстві деякі перші фільми Ескаланте. Один із цих фільмів, Sangre (2005), знятий у листопаді 2004 року із бюджетом у розмірі $60 000 доларів США, був включений до програми каннського кінофестивалю Особливий погляд , а також на Роттердамський міжнародний кінофестивалі та Міжнародний кінофестиваль у Сан-Себастьяні .
Його фільм Елі був обраний для участі в конкурсі на Золоту пальмову гілку на Каннський кінофестиваль 2013 і був нагороджений премією за найкращого режисера під головуванням голови журі американського кінорежисера Стівена Спілберга . Ескаланте виграв Срібного лева за найкращу режисуру за свій фільм.
У 2016 році його фільм Дика місцевість був обраний для участі у 73-му Венеційському міжнародному кінофестивалі .

## Фільмографія
- Amarrados (2002), продюсер
- Легенда про Піта Джонса (2005), оператор-постановник
- Сангре (2005), режисер, продюсер, сценарист, за що він виграв «Премію критиків і преси»
- Лос бастардос (2008), режисер, продюсер, сценарист
- Елі (2013), режисер, продюсер, сценарист
- Дика місцевість(2016), режисер, продюсер, сценарист
- Нарко: Мексика (2020), режисер